# グラナダ大学
グラナダ大学（グラナダだいがく、スペイン語:Universidad de Granada）はスペインのグラナダにある大学。

## 歴史
1531年、神聖ローマ皇帝でもあった国王カルロス1世（カール5世）によって設立された歴史のある大学。
2020年12月1日、ノブオ・イグナシオ・ロペス・サコ助教授が令和2年度外務大臣表彰を受賞。

## 学部
- 芸術
- 図書館情報学
- 科学
- スポーツ
- 経済・ビジネス
- 政治学・社会学
- 哲学・文学
- コミュニケーション科学
- 教育
- 法律
- 医学
- 薬学
- 歯科学
- 心理学
- 翻訳・通訳